# Interleukina 10
Interleukina 10, IL-10, inaczej czynnik hamujący syntezę cytokin (ang. cytokine synthesis inhibitory factor, CSIF) to cytokina przeciwzapalna, która hamuje wytwarzanie cytokin prozapalnych takich, jak interferon-gamma, IL-2, IL-3, TNF-α czy GM-CSF.
Produkują ją głównie makrofagi, komórki dendrytyczne, limfocyty B oraz limfocyty Treg.
Bakterie, wirusy i pasożyty mogą stymulować produkcję interleukiny 10 przez komórki gospodarza. Uważa się, że wirusowe odpowiedniki tego białka służą do zahamowania odpowiedzi immunologicznej na infekcję.

Przeczytaj ostrzeżenie dotyczące informacji medycznych i pokrewnych zamieszczonych w Wikipedii.